# Necressi
Necressi (em georgiano: ნეკრესი; romaniz.: Nekresi) é uma cidade georgiana histórica e atual monastério ortodoxo georgiano na região da Caquécia, município de Kvareli. Está localizada perto da aldeia de Eschilda, a leste de Telawi. 

## História
A cidade foi fundada pelo rei Farnajom (r. 109–90 a.C.). No século IV, o Tiridates construiu uma igreja neste lugar. Essa igreja tornou-se um refúgio para um dos pais assírios, Abibo, no final do século VI. Por volta dessa época, a Diocese de Necressi foi estabelecida, que existiu até o século XIX.
A cidade de Necressi tornou-se um lugar importante não apenas no Reino da Ibéria, mas em todo o leste do Cáucaso. Deste ponto estratégico, os reis ibéricos puderam governar facilmente os territórios das terras altas do Cáucaso Oriental. Necressi era um centro de educação e alguns monges também eram hagiógrafos.
O complexo do mosteiro de Necressi está localizado em uma serra e consiste em várias igrejas e outros edifícios monásticos. O edifício mais antigo do mosteiro, a pequena basílica do século IV, é também uma das igrejas mais antigas da Geórgia. No século VIII, uma nova igreja com uma cúpula foi construída.
O mosteiro não é acessível aos visitantes. O complexo também abriga um palácio de dois andares para o Bispo de Necressi. O palácio data do VIII ao IX século. No século XVI, uma torre foi construída no mosteiro.